# Raionul Bereznehuvate, Mîkolaiiv
Bereznehuvate (în ucraineană Березнегуватський район, transliterat: Bereznehuvatskîi raion) este un raion în regiunea Mîkolaiiv, Ucraina. Reședința sa este așezarea de tip urban Bereznehuvate.

## Demografie
Componența lingvistică a raionului Bereznehuvate
     Ucraineană (91,65%)
     Rusă (6,76%)
     Alte limbi (1,24%)
Conform recensământului din 2001, majoritatea populației raionului Bereznehuvate era vorbitoare de ucraineană (91,65%), existând în minoritate și vorbitori de rusă (6,76%).